# Scalopidia
Famille
Genre
Scalopidia est un genre de crabes, le seul de la famille des Scalopidiidae.

## Liste des espèces
- Scalopidia leuchochirus (Richters, 1881)
- Scalopidia spinosipes Stimpson, 1858

## Sources
- Ng, Guinot & Davie, 2008 : Systema Brachyurorum: Part I. An annotated checklist of extant brachyuran crabs of the world. Raffles Bulletin of Zoology Supplement, n. 17 p. 1–286.
- De Grave & al., 2009 : A Classification of Living and Fossil Genera of Decapod Crustaceans. Raffles Bulletin of Zoology Supplement, n. 21, p. 1-109.